# Cahaya Mulya
Cahaya Mulya is een bestuurslaag in het regentschap Ogan Komering Ilir van de provincie Zuid-Sumatra, Indonesië. Cahaya Mulya telt 913 inwoners (volkstelling 2010).